# Базарюрд
Базарюрд (азерб. Bazaryurd) — горная вершина в Азербайджане, на Главном Кавказском хребте. Расположена на стыке Габалинского и Гусарского районов. Высота горы — 4126 м.

## Описание
Склоны Базарюрда отвесные, вершина горы покрыта ледниками. Растительность на склонах отсутствует.